# ブライアン (テキサス州)
ブライアン（英: Bryan）は、アメリカ合衆国テキサス州の都市。ブラゾス郡の郡庁所在地である。人口は8万3980人（2020年） 。南東に隣接するカレッジステーションと共に形成している都市圏はブラゾス郡を中心に3郡にまたがる。市域面積は112km2である。
ブライアンは北緯30度39分56秒 西経96度22分0秒 / 北緯30.66556度 西経96.36667度に位置し、標高は114mである。気候は非常に蒸し暑い夏と温暖な冬に特徴付けられる亜熱帯性で、ケッペンの気候区分では温暖湿潤気候（Cfa）に属する。気候についての詳細はカレッジステーション (テキサス州)#地理を参照のこと。
ブライアンが創設される前、この地にはミリカンという町が既に形成されていた。1860年にヒューストン・アンド・テキサス・セントラル鉄道の建設が始まり、この地が北の終点となった。この頃、スティーブン・オースティンの甥にあたるウィリアム・ジョエル・ブライアンがミリカンの北に所有していた1平方マイル（約2.6km2）の土地を鉄道会社の役員に売却し、この土地にブライアンの名がつけられた町が創設された。南北戦争中には、この地は南軍の重要な兵站拠点となった。南北戦争終結直後の1867年には、この地に最初の鉄道が到着した。しかしその一方で、ミリカンでは黄熱病の流行で町が壊滅し、ブライアンへと人口が移った。1870年頃には、ブライアンはミリカンに代わってブラゾス郡の商業中心地としての地位を確立し、1871年にブライアンは市として正式に法人化した。20世紀に入っても、ブライアンは周辺の肥沃な農地と鉄道の存在、綿花や肉牛の生産、そして豊富な石油資源によって、ブライアンは成長し続けた。
ブライアンはシティー・マネージャー制を採っている。シティー・マネージャーは市の行政実務の最高責任者で、市政府の日常業務の管理と指揮に責任を負う。市の立法機関である市議会は市長および6人の市議員からなっている。市議員は6人のうち5人が市を5つに分けた小選挙区から1人ずつ選出され、残り1人が全市からの投票で選出される。市議員の任期は3年で、6年を超えて務めることはできない。
ブライアン・カレッジステーション地域の空の玄関口となる空港は、テキサスA&M大学のキャンパスの南西に隣接する、同学所有のイースターウッド空港（IATA: CLL）である。同空港にはアメリカン航空によるダラス・フォートワースへの便、およびユナイテッド航空（旧コンチネンタル航空）によるヒューストンへの便が就航しており、それぞれ1日4便ずつ発着する。市中心部の北東約5kmにも、市が所有するクールター・フィールド（IATA: CFD）が立地しているが、こちらはゼネラル・アビエーションと呼ばれる、主に自家用機やチャーター機の発着に使われる空港である。ブライアンには州間高速道路は通っていないが、州道6号線がブライアン・カレッジステーション両市の北東をバイパスしており、この区間のみ高速道路規格になっている。州道6号線は北西へはウェーコへ、南東へはヒューストン北西郊のヘンプステッドへと通じている。また、ブラゾス交通局はブライアン・カレッジステーションの両市をカバーする7系統の路線バス網を運営している。
ブライアン・カレッジステーション両市は合同で、アメリカ合衆国外の4都市と姉妹都市提携を結んでいる。姉妹都市のリストについては、カレッジステーション (テキサス州)#姉妹都市を参照のこと。
以下にブライアン市における1900年から2010年までの人口推移をグラフおよび表で示す。都市圏人口についてはカレッジステーション (テキサス州)#都市圏人口を参照のこと。
| 統計年 | 人口     |
| ------ | -------- |
| 1900年 | 3,589人  |
| 1910年 | 4,132人  |
| 1920年 | 6,307人  |
| 1930年 | 7,814人  |
| 1940年 | 11,842人 |
| 1950年 | 18,072人 |
| 1960年 | 27,542人 |
| 1970年 | 33,719人 |
| 1980年 | 44,337人 |
| 1990年 | 55,002人 |
| 2000年 | 65,660人 |
| 2010年 | 76,201人 |

## 註
1. ↑  “Quickfacts.census.gov”. 2023年11月7日閲覧。
2. ↑  History of Brian, Texas. City of Brian. 2012年12月5日閲覧.
3. ↑  Mayor and Council. City of Bryan. 2012年12月5日閲覧.
4. ↑  Departures, Arrivals. Eastwood Airport, Texas A&M University. 2012年12月4日閲覧.
5. ↑  Coulter Field. (Form 5010) Airport Master Record. Federal Aviation Administration. 2012年11月15日. 2012年12月5日閲覧.
6. ↑  Brian/College Station Map. Brazos Transit District. 2012年12月4日閲覧.
7. ↑  Main Info. Bryan-College Station Sister Cities. 2012年12月4日閲覧.
8. ↑  American FactFinder. U.S. Census Bureau. 2011年2月4日. 2011年4月5日閲覧.
9. ↑  Historical Census Data. U.S. Census Bureau. 2010年2月11日閲覧.